# Golfe de Chelikhov
Le golfe de Chelikhov (en russe : Залив Шелихова, ISO 9 : Zaliv Chelikhova) est un golfe qui baigne la côte nord-ouest de la péninsule Kamtchatka, en Russie. Il s'ouvre au nord-est de la mer d'Okhotsk et se divise en deux pour former la baie de Guijiguine (en) à l'ouest et la baie de Penjine à l'est. Il est délimité au sud-ouest par la péninsule de Piaguine et les îles Iamskié.
Le golfe porte le nom de l'explorateur russe Grigori Chelikhov.
Le golfe de Chelikhov ne doit pas être confondu avec la baie de Chelikhov (Boukhta Chelikhova, 50° 22′ 35″ N, 155° 37′ 12″ E), beaucoup plus petite, située également en mer d'Okhotsk, sur la côte nord-ouest de l'île de Paramouchir, au sud du Kamtchatka.